# Kelly Marcel
Kelly Marcel (Londra, 10 gennaio 1974) è una sceneggiatrice, attrice, regista e produttrice cinematografica britannica.

## Biografia
Kelly Marcel è figlia del regista Terry Marcel e dell'attrice Lindsey Brookand, ha una sorella anch'essa attrice, Rosie Marcel.

## Filmografia

### Sceneggiatrice

#### Cinema
- Saving Mr. Banks, regia di John Lee Hancock (2013)
- Cinquanta sfumature di grigio (Fifty Shades of Grey), regia di Sam Taylor-Johnson (2015)
- Venom, regia di Ruben Fleischer (2018)
- Crudelia (Cruella), regia di Craig Gillespie (2021)
- Venom - La furia di Carnage (Venom: Let There Be Carnage), regia di Andy Serkis (2021)
- Venom: The Last Dance, regia di Kelly Marcel (2024)

#### Televisione
- Terra Nova - serie TV, 13 episodi (2011)

### Attrice

#### Cinema
- Terrore ad Amityville Park (Prey), regia di Norman J. Warren (1977) - non accreditata
- Great Balls of Fire! - Vampate di fuoco (Great Balls of Fire!), regia di Jim McBride (1989)
- Turbulence, regia di Adam Kossoff (1991)
- Mainline Run, regia di Howard J. Ford e Jonathan Ford (1994)
- Strong Language, regia di Simon Rumley (2000)

#### Televisione
- Casualty - serie TV, episodio 7x01 (1992)
- What You Lookin' At? - serie TV, (1993)
- Un cane di nome Wolf (Wolf) - serie TV, episodio 6x05 (1993)
- A Dark Adapted Eye - miniserie TV, 2 episodi (1994)
- Love Hurts - serie TV, episodio 3x01 (1994)
- L'orma del califfo (Wild Justice) - film TV, regia di Tony Wharmby (1994)
- Dangerfield - serie TV, episodio 4x07 (1997)
- Holby City - serie TV, episodio 5x36 (2003)
- Metropolitan Police (The Bill) - serie TV, 5 episodi (1989-2005)
- The Changeling - serie TV (2023)

#### Cortometraggi
- The Pamela Principle, regia di Emma Passmore (2009)

### Produttrice

#### Cinema
- Venom, regia di Ruben Fleischer (2018)
- Venom - La furia di Carnage (Venom: Let There Be Carnage), regia di Andy Serkis (2021)
- Venom: The Last Dance, regia di Kelly Marcel (2024)

#### Televisione
- Terra Nova - serie TV, 13 episodi (2011)

### Regista
- Venom: The Last Dance (2024)

## Riconoscimenti
- AACTA Award
  - 2014 – Candidatura per la miglior sceneggiatura internazionale per Saving Mr. Banks
- British Screenwriters' Awards
  - 2014 – Miglior nuova sceneggiatrice per un film britannico per Saving Mr. Banks
- Premio BAFTA[1]
  - 2014 – Candidatura per il miglior film inglese per Saving Mr. Banks
  - 2014 – Candidatura per il miglior debutto di un regista, sceneggiatore o produttore britannico per Saving Mr. Banks
- Satellite Award
  - 2014 – Candidatura per la migliore sceneggiatura originale per Saving Mr. Banks
- St. Louis Film Critics Association Awards
  - 2013 – Candidatura per la miglior sceneggiatura originale per Saving Mr. Banks